# آشپزی از صمیم قلب
آشپزی از صمیم قلب یک فیلم کمدی رمانتیک و محصول سال ٢٠١١ بریتانیاست.

## موضوع فیلم
راب هالی(دوگری اسکات) یک سر آشپز بسیار موفق است که با همسرش «فرانسواز» و دخترش «میشل» زندگی خوشبختی دارند. اما فرانسواز در یک تصادف اتومبیل می‌میرد و راب هم در غم مرگ همسرش توانایی سابق خود را در آشپزی از دست می‌دهد. چند سال بعد راب تلاش می‌کند زندگی را از سر بگیرد و بار دیگر نشانه‌های توانایی سابقش را نشان می‌دهد…